# Thomas Hunton
Sir Thomas Lionel Hunton, britanski general, * 1885, † 1970.